# Oreopsyche nigrella
Oreopsyche nigrella är en fjärilsart som beskrevs av Meigon 1830. Oreopsyche nigrella ingår i släktet Oreopsyche och familjen säckspinnare. Inga underarter finns listade i Catalogue of Life.